# Lac No
Le lac No est une étendue d'eau située dans l'actuelle république du Soudan du Sud, au nord du vaste marais du Sudd à la confluence des rivières Bahr el-Jabal et Bahr el-Ghazal. À partir du lac No, le Bahr el-Jabal est connu sous le nom de Nil Blanc. 
Le lac No est à environ 1 156 km en aval du lac Albert (Ouganda), le plus grand lac du système hydraulique du Nil Blanc. 
La population qui vit près de ses rives appartient à l'ethnie Nuer.